# 進擊的巨人
《進擊的巨人》（日语：進撃の巨人）是日本漫畫家諫山創創作的漫畫作品。漫画于2009年9月至2021年4月间在講談社《别册少年Magazine》上連載，單行本全34卷。故事建立在人類與巨人之間的衝突，人類居住在由高牆包圍的城市，對抗牆外會吃人的巨人，並尋找著關於巨人的答案。
漫畫系列截至2021年6月發行至第34卷，在日本國內累計發行量突破8,600萬冊，在海外則突破1,200萬冊的銷量，實體書和電子書的世界累計發行量破億。本作在商業上獲得巨大的成功，作品被改編成多項衍生作品，其改編動畫讓原作更受矚目，進而在亞洲及歐美取得高人氣。2015榮獲SUGOI JAPAN Award漫畫部門首獎、動畫部門第7名。
講談社於2018年10月30日正式宣布與華納兄弟影業達成協議，預計將推出好萊塢真人版電影，並由曾執導過電影的安德雷斯·馬希提擔任導演。

## 故事概要

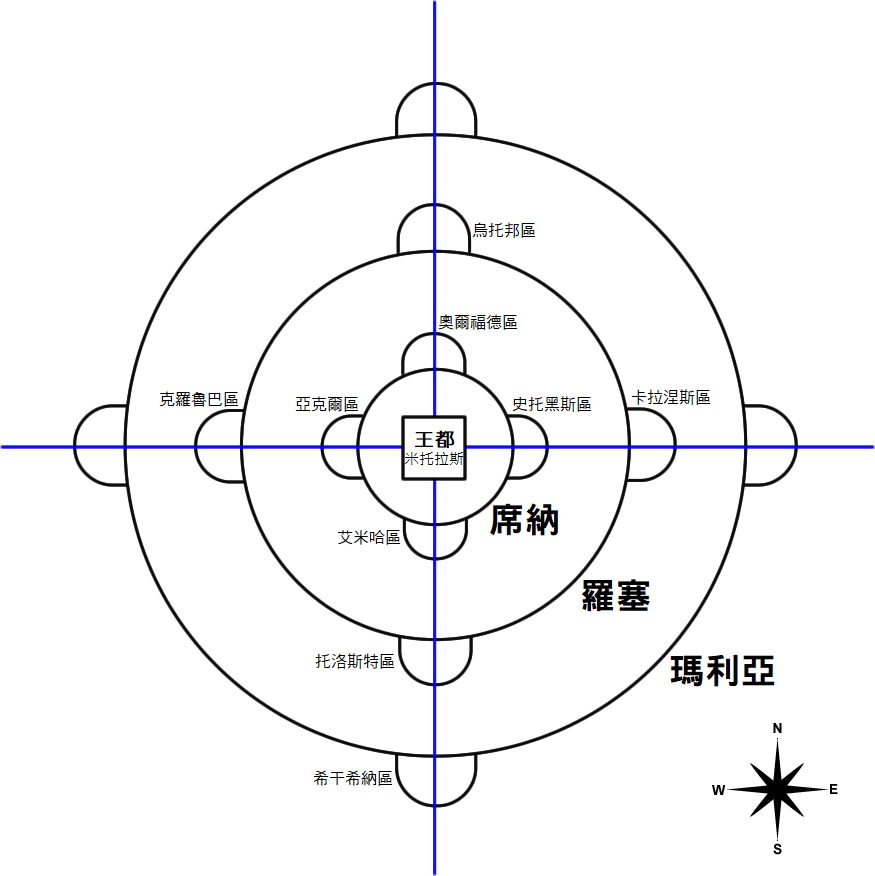
《進擊的巨人》中城牆的範圍示意圖。

《進擊的巨人》情節始於一個存在於三堵同心圓形城牆內的文明，當地居民的知識讓他們認為自己是世上僅存的人類文明，並相信在百餘年前，人類遭到會吃人的巨人攻擊後退到了這三堵牆內，並享受了一個世紀的和平。為了對抗巨人，該文明開發出立體機動裝置供軍方使用，該裝置固定於腰間、可供士兵進行三維空間移動。隨著劇情進展，故事也揭露關於巨人的真實歷史及該島以外的其它文明。
- 希干希納的淪陷

漫畫：第1卷；動畫：第一季（第1～2集）
《進擊的巨人》故事圍繞在艾連·葉卡，寄養於他家裡的米卡莎·阿卡曼以及他們的童年玩伴阿爾敏·亞魯雷特的冒險。在保護他們家鄉的瑪利亞之牆被超大型巨人和盔甲巨人摧毀後，艾連見到自己的母親被巨人吃掉，便發誓要殺光所有的巨人。
- 托洛斯特區攻防戰

漫畫：第2～4卷；動畫：第一季（第3～13集）
艾連與米卡莎和阿爾敏加入訓練兵團，並在五年後畢業。此時巨人再度襲擊靠近第二堵牆的托洛斯特區，在隨後的戰鬥中，艾連發現自己擁有變成巨人的能力，並保衛了該區，這引起調查兵團團長艾爾文的注意，艾爾文藉助其力量奪回瑪利亞之牆，並讓他受里維兵長和漢吉管轄。
- 第57回牆外調查 & 史托黑斯區急襲

漫畫：第5～8卷；動畫：第一季（第14～25集）
在對希干希納區的調查中，調查兵團受到試圖奪取艾連的女巨人的襲擊，之後他們揭發了該巨人的真實身分是與艾連同期的亞妮，並連帶發現三堵牆內藏有多個巨人，亞妮被捉住後將自己包裹在硬質化結晶中。
- 艾連奪還戰

漫畫：第9～12卷；動畫：第二季（第26～37集）
牆內突然出現不知從何入侵的大量巨人，以及統帥它們的野獸巨人，當眾人遭到這些巨人襲擊時，調查兵團的尤米爾揭示自己可變身成巨人的能力，並協助擊退其它巨人，而該次行動中，尤米爾的密友克里斯塔自揭皇室身分，並表示自己本名是希絲特莉亞；調查兵團的另外兩位成員，萊納和貝爾托特也表明了自己分別是盔甲巨人和超大型巨人。兩人試圖綁架艾連，但沒有成功，過程中艾連發現自己擁有名為「座標」的能力，可以控制其他巨人，此能力逼得萊納和貝爾托特只能撤離，而尤米爾為了保護希絲特莉亞的安危，也隨兩人一起逃離。
- 王政篇

漫畫：第13～17卷；動畫：第三季（第38～47集）
艾連和他的朋友加入里維班，而調查兵團則被里維的舅舅肯尼領導的憲兵團視為敵人。在這個處境下，艾連等人也發現變身成巨人後吃掉另一個可變身成巨人的人，則可獲得其能力；他們也得知現任國王只是傀儡，希絲特莉亞和她的父親雷斯是僅存的皇室血脈。雷斯綁架了艾連，試圖獲得他體內的始祖巨人能力，這項能力是艾連的父親古利夏吃掉前任能力持有者芙莉妲·雷斯後、再讓自己被艾連吃掉所轉移給艾連的。雷斯變成巨人後失控，並遭到希絲特莉亞殺死，隨後希絲特莉亞宣布自己成為女王，並透過革命清除了原先的勢力。
- 瑪利亞之牆奪還戰

漫畫：第18～22卷；動畫：第三季（第48～59集）
政治危機解除後，調查兵團奪回希干希納區，但也損失了包括艾爾文在內的大半成員，期間阿爾敏透過吃掉貝爾托特奪取超大型巨人的能力。艾連回到自家地下室，和伙伴一起了解到世界的全貌：他們實際上是艾爾迪亞人，自107年前的巨人大戰中落敗後，牆中之王卡爾·弗利茲便帶著子民逃進帕拉迪島。事實上艾爾迪亞並非世上僅存的文明，只是在一座名為帕拉迪島的孤島上的小國。由於他們是「尤米爾的子民」，可以透過注射特殊的脊髓液來變成巨人，因此他們持續遭到瑪雷人的壓迫。調查兵團殺死在帕拉迪島上遊盪的巨人後，全面控制了該島。
- 瑪雷篇

漫畫：第23～26卷；動畫：最終季（第60～68集）
三年後，調查兵團襲擊瑪雷首都雷貝里歐，這歸功於艾連和他的異母哥哥吉克決定聯手，吉克是野獸巨人的擁有者。艾連在襲擊中殺死瑪雷的領導者威利·戴巴，並吃下他的妹妹，獲得了戰槌巨人的能力。然而艾連因為違抗命令而遭監禁。
- 帕拉迪島分裂篇

漫畫：第27～29卷；動畫：最終季（第69～80集）
後來由帕拉迪島士兵組成，被稱為葉卡派的極端派系救出艾連，而吉克則被里維監管，但吉克成功脫逃並重傷里維。另一方面，瑪雷軍隊在萊納的率領下入侵帕拉迪島，戰爭就此爆發，直到艾連和吉克重聚。兩人重聚後抵達了「座標」，這是連結所有「尤米爾的子民」的領域，他們在該處認識了始祖巨人尤米爾的意識，尤米爾飽受折磨的過去使她數千年來被囚禁在座標中。吉克試圖說服尤米爾實現自己的目標：讓尤米爾的子民停止繁衍；而艾連則成功說服尤米爾，讓尤米爾釋放城牆內數千個超大型巨人，並率領那些巨人發動「地鳴」，對帕拉迪島以外的所有人進行種族滅絕。
- 地鳴篇

漫畫：第30～34卷；動畫：最終季（第81～94集）
為了對抗艾連，調查兵團與殘存的瑪雷部隊結盟，他們殺死了吉克和一個神祕生物（怪誕蟲），該生物是所有巨人能力的根源。最後米卡莎殺死了艾連，讓所有變成巨人的人類恢復正常。艾連死後，阿爾敏憶起自己和艾連在座標裡的最後一次對話，這段對話是在艾連的安排下被遺忘的，直到他死後才會被想起。對話揭示艾連發動地鳴，以及阿爾敏等人殺死艾連後被視為英雄一事都是艾連的計畫。三年後，隨著帕拉迪島和其他國家重建，阿爾敏和伙伴們在希絲特莉亞女王的領導下展開和平談判。米卡莎將艾連的首級埋在樹下，該樹後來長成一棵類似於賦予始祖尤米爾巨人能力的生物所居住的樹。故事在米卡莎年老逝世後的某個時間點結束，結局的畫面是一個男孩接近了那棵樹。

## 製作背景
諫山創在2013年9月18日的《蘋果日報（香港）》的專訪中，提到關於作品內巨人的構思受到日本成人遊戲《Muv-Luv Alternative》中外星人襲擊地球的故事，以及漫畫中「食人蒙娜麗莎」的影響。當他談論到部份中韓兩地的讀者和傳媒對《進擊的巨人》作出日本軍國主義思想的過度解讀時，對此感到驚訝，仍溫和地回應說：「雖然這是少年漫畫，但只提出單方面的正義而講故事，就脫離現實變成一篇幻想故事了。我覺得，現實世界不會那麼簡單。」。

## 出版書籍

### 單行本
| 卷數 | 講談社        | 講談社                                                                                      | 講談社                       | 東立出版社                                                                                     | 東立出版社 |
| 卷數 | 發售日期      | ISBN                                                                                        | 發售日期                     | ISBN / EAN                                                                                     |            |
| ---- | ------------- | ------------------------------------------------------------------------------------------- | ---------------------------- | ---------------------------------------------------------------------------------------------- | ---------- |
| 1    | 2010年2月22日 | ISBN 978-4-06-384276-0                                                                      | 2011年2月10日                | ISBN 978-986-10-7099-5                                                                         |            |
| 2    | 2010年7月16日 | ISBN 978-4-06-384338-5                                                                      | 2011年1月31日                | ISBN 978-986-10-7100-8                                                                         |            |
| 3    | 2010年12月9日 | ISBN 978-4-06-384410-8                                                                      | 2011年3月28日                | ISBN 978-986-10-7101-5                                                                         |            |
| 4    | 2011年4月8日  | ISBN 978-4-06-384469-6                                                                      | 2011年6月29日                | ISBN 978-986-10-7681-2                                                                         |            |
| 5    | 2011年8月9日  | ISBN 978-4-06-384513-6                                                                      | 2011年12月10日               | ISBN 978-986-10-8322-3                                                                         |            |
| 6    | 2011年12月9日 | ISBN 978-4-06-384591-4                                                                      | 2012年4月10日                | ISBN 978-986-10-9211-9                                                                         |            |
| 7    | 2012年4月9日  | ISBN 978-4-06-384652-2 ISBN 978-4-06-362208-9（限定版）                                     | 2012年7月25日                | ISBN 978-986-10-9983-5                                                                         |            |
| 8    | 2012年8月9日  | ISBN 978-4-06-384712-3 ISBN 978-4-06-362227-0（限定版）                                     | 2012年11月10日               | ISBN 978-986-317-684-8                                                                         |            |
| 9    | 2012年12月7日 | ISBN 978-4-06-384776-5 ISBN 978-4-06-362239-3（限定版）                                     | 2013年1月29日                | ISBN 978-986-324-548-3                                                                         |            |
| 10   | 2013年4月9日  | ISBN 978-4-06-384839-7 ISBN 978-4-06-362243-0（限定版）                                     | 2013年6月20日                | EAN 471-0945-54193-8（限定版） ISBN 978-986-332-441-6                                          |            |
| 11   | 2013年8月9日  | ISBN 978-4-06-394901-8 ISBN 978-4-06-362256-0（限定版）                                     | 2013年10月20日               | ISBN 978-986-337-178-6                                                                         |            |
| 12   | 2013年12月9日 | ISBN 978-4-06-394976-6 ISBN 978-4-06-358465-3（限定版）                                     | 2014年2月20日                | ISBN 978-986-348-026-6                                                                         |            |
| 13   | 2014年4月9日  | ISBN 978-4-06-395044-1 ISBN 978-4-06-358488-2（限定版）                                     | 2014年5月20日                | ISBN 978-986-348-575-9                                                                         |            |
| 14   | 2014年8月8日  | ISBN 978-4-06-395141-7 ISBN 978-4-06-358703-6（限定版）                                     | 2014年9月30日                | ISBN 978-986-365-162-8                                                                         |            |
| 15   | 2014年12月9日 | ISBN 978-4-06-395253-7 ISBN 978-4-06-358722-7（限定版）                                     | 2015年1月30日                | ISBN 978-986-382-457-2                                                                         |            |
| 16   | 2015年4月9日  | ISBN 978-4-06-395358-9 ISBN 978-4-06-358723-4（限定版）                                     | 2015年7月1日                 | ISBN 978-986-431-235-1                                                                         |            |
| 17   | 2015年8月7日  | ISBN 978-4-06-395446-3 ISBN 978-4-06-362303-1（限定版）                                     | 2015年10月12日               | ISBN 978-986-462-066-1                                                                         |            |
| 18   | 2015年12月9日 | ISBN 978-4-06-395549-1 ISBN 978-4-06-358783-8（限定版）                                     | 2016年2月4日                 | ISBN 978-986-462-790-5                                                                         |            |
| 19   | 2016年4月8日  | ISBN 978-4-06-395636-8 ISBN 978-4-06-362328-4（限定版）                                     | 2016年5月13日                | ISBN 978-986-470-212-1                                                                         |            |
| 20   | 2016年8月9日  | ISBN 978-4-06-395720-4 ISBN 978-4-06-362335-2（限定版）                                     | 2016年9月23日                | ISBN 978-986-470-859-8                                                                         |            |
| 21   | 2016年12月9日 | ISBN 978-4-06-395815-7 ISBN 978-4-06-362347-5（限定版）                                     | 2017年1月23日                | ISBN 978-986-482-547-9                                                                         |            |
| 22   | 2017年4月7日  | ISBN 978-4-06-395909-3 ISBN 978-4-06-362355-0（限定版）                                     | 2017年4月27日                | ISBN 978-986-486-145-3                                                                         |            |
| 23   | 2017年8月9日  | ISBN 978-4-06-510100-1 ISBN 978-4-06-510007-3（限定版）                                     | 2017年10月6日                | ISBN 978-986-486-718-9                                                                         |            |
| 24   | 2017年12月8日 | ISBN 978-4-06-510548-1 ISBN 978-4-06-397047-0（限定版）                                     | 2018年2月8日                 | ISBN 978-957-26-0471-7                                                                         |            |
| 25   | 2018年4月9日  | ISBN 978-4-06-511201-4 ISBN 978-4-06-397048-7（限定版）                                     | 2018年6月8日                 | ISBN 978-957-26-1138-8                                                                         |            |
| 26   | 2018年8月9日  | ISBN 978-4-06-512183-2 ISBN 978-4-06-397049-4（限定版）                                     | 2018年11月12日               | ISBN 978-957-26-1723-6                                                                         |            |
| 27   | 2018年12月7日 | ISBN 978-4-06-513479-5 ISBN 978-4-06-513936-3（限定版）                                     | 2019年4月11日                | ISBN 978-957-26-2360-2                                                                         |            |
| 28   | 2019年4月9日  | ISBN 978-4-06-514869-3 ISBN 978-4-06-514868-6（限定版）                                     | 2019年6月27日 2019年7月10日  | EAN 471-0945-55992-6（限定版） ISBN 978-957-26-3236-9                                          |            |
| 29   | 2019年8月9日  | ISBN 978-4-06-516224-8 ISBN 978-4-06-516227-9（限定版）                                     | 2020年1月10日 2020年1月17日  | ISBN 978-957-26-4322-8（特裝版） ISBN 978-957-26-3937-5                                        |            |
| 30   | 2019年12月9日 | ISBN 978-4-06-517543-9 ISBN 978-4-06-517547-7（限定版）                                     | 2020年6月8日 2020年6月15日   | ISBN 978-957-26-4987-9 （特裝版） ISBN 978-957-26-4666-3                                       |            |
| 31   | 2020年4月9日  | ISBN 978-4-06-518689-3 ISBN 978-4-06-518688-6（限定版）                                     | 2020年10月8日 2020年10月15日 | ISBN 978-957-26-5463-7 （特裝版） ISBN 978-957-26-5135-3                                       |            |
| 32   | 2020年9月9日  | ISBN 978-4-06-520322-4 ISBN 978-4-06-520323-1（限定版）                                     | 2021年1月25日 2021年1月29日  | EAN 471-0601-04391-2（限定版） ISBN 978-957-26-5825-3                                          |            |
| 33   | 2021年1月8日  | ISBN 978-4-06-522029-0 ISBN 978-4-06-522030-6（限定版）                                     | 2021年3月29日 2021年4月1日   | ISBN 978-957-26-6547-3 （首刷限定版） ISBN 978-957-26-6389-9                                   |            |
| 34   | 2021年6月9日  | ISBN 978-4-06-523417-4 ISBN 978-4-06-523416-7（Beginning） ISBN 978-4-06-524144-8（Ending） | 2021年10月1日 2021年10月7日  | ISBN 978-957-26-7397-3 （首刷限定版） ISBN 978-957-26-7398-0 （特裝版） ISBN 978-957-26-7285-3 |            |

限定版〈Premium KC〉贈品詳細列表
第7卷：附贈超大型巨人可動模型（海洋堂製作）。
第8卷：附贈米卡莎「立體機動」鑰匙圈。
第9卷：附贈里維「立體機動」鑰匙圈。
第10卷：附贈艾連「立體機動」鑰匙圈。台版附贈日本原裝鑰匙圈。
第11卷：附贈4張貼紙、2枚「3D明信片」。
第12卷：附贈原創動畫DVD「伊爾賽的手冊～某調査軍團員的手記～」。
第13卷：附贈原創動畫DVD「突如其來的訪客～倍受折磨的青春魔咒～」。
第14卷：附贈原創動畫DVD「困難」。
第15卷：附贈原創動畫DVD「無悔的選擇～前篇～」。
第16卷：附贈原創動畫DVD「無悔的選擇～後篇～」。
第17卷：附贈「關西腔版」漫畫單行本第1卷、9枚透明書籤。
第18卷：附贈「艾倫聖誕服裝ver.」小黏土人。
第19卷：附贈明信片52枚、明信片專輯。
第20卷：附贈「艾倫、里維、米卡莎、艾爾文外傳」小說小冊子。
第21卷：附贈「里維、艾爾文、麥克、馬可外傳」小說小冊子。
第22卷：附贈特製牆貼。
第23卷：附贈「里維圍巾及艾爾文波洛領帶」。
第24卷：附贈外傳小說《LOST GIRLS》原創動畫DVD。
第25卷：附贈外傳小說《LOST GIRLS》原創動畫DVD。
第26卷：附贈外傳小說《LOST GIRLS》原創動畫DVD。
第27卷：附贈2019年度日曆。
第28卷：附贈「10周年記念徽章」2個。台版內容物相同，圖樣不同。
第29、30、31卷：附贈小說小冊子。台版內容物相同。
第32、33卷：附贈90mm徽章2個。
第34卷：附贈小冊子，特裝版分為Beginning（1、2話原始分鏡）跟Ending（138、139話原始分鏡）。台版僅代理Beginning。
進擊的巨人 全彩版（進撃の巨人 Full color edition）、全4冊
| 卷數 | 講談社        | 講談社                 | 東立出版社    | 東立出版社             | 收錄話數                 |
| 卷數 | 發售日期      | ISBN                   | 發售日期      | ISBN                   | 收錄話數                 |
| ---- | ------------- | ---------------------- | ------------- | ---------------------- | ------------------------ |
| 1    | 2021年6月9日  | ISBN 978-4-06-523718-2 | 2022年3月14日 | ISBN 978-957-26-8106-0 | 第46話、第69話、第81話   |
| 2    | 2021年9月9日  | ISBN 978-4-06-524848-5 | 2022年6月9日  | ISBN 978-957-26-8107-7 | 第71話、第126話、第130話 |
| 3    | 2021年12月9日 | ISBN 978-4-06-526296-2 | 2022年7月22日 | ISBN 978-957-26-8434-4 | 第50話、第84話、第123話  |
| 4    | 2022年3月9日  | ISBN 978-4-06-527276-3 | 2022年9月22日 | ISBN 978-957-26-9024-6 | 第91話、第132話、第122話 |

### 相關書籍
官方導讀手冊
| 標題                               | 講談社       | 講談社                 | 東立出版社    | 東立出版社             |
| 標題                               | 發售日期     | ISBN                   | 發售日期      | ISBN                   |
| ---------------------------------- | ------------ | ---------------------- | ------------- | ---------------------- |
| 進擊的巨人 INSIDE 抗               | 2013年4月9日 | ISBN 978-4-06-376816-9 | 2013年8月16日 | ISBN 978-986-337-026-0 |
| 進擊的巨人 OUTSIDE 攻              | 2013年9月9日 | ISBN 978-4-06-376873-2 | 2014年6月6日  | ISBN 978-986-337-162-5 |
| 進擊的巨人 ANIMATION SIDE 吼       | 2014年2月7日 | ISBN 978-4-06-376937-1 | 不適用        | 不適用                 |
| 進擊的巨人 ANSWER                  | 2016年8月9日 | ISBN 978-4-06-393042-9 | 不適用        | 不適用                 |
| 進擊的巨人 人物角色名鑑 （進撃の巨人 キャラクター名鑑）       | 2017年8月9日 | ISBN 978-4-06-510216-9 | 不適用        | 不適用                 |
| 一本就懂！進擊的巨人 故事導讀 （1冊でわかる! 進撃の巨人 ストーリーガイド） | 2019年4月9日 | ISBN 978-4-06-515495-3 | 2020年1月20日 | ISBN 978-957-26-4267-2 |
| 進擊的巨人 人物角色名鑑 FINAL （進撃の巨人 キャラクター名鑑 FINAL） | 2021年6月9日 | ISBN 978-4-06-523590-4 | 2022年1月25日 | ISBN 978-957-26-8108-4 |

其他書籍
- 《進擊的巨人 空想科學讀本》（進撃の巨人 空想科学読本）

作者：柳田 理科雄，2014年8月8日發售，ISBN 978-4-06-377040-7
- 《「進擊的巨人」與解剖學 其肌肉是怎麼畫出來》（「進撃の巨人」と解剖学 その筋肉はいかに描かれたか）

作者：布施 英利，2014年11月21日發售，ISBN 978-4-06-257892-9
- 《進擊的英語》（進撃の英語）

作者：廣政 愁一，2015年4月7日發售，ISBN 978-4-06-219482-2
- 《進擊的巨人遊戲書 羅塞之牆死守命令850》（進撃の巨人ゲームブック ウォール・ローゼ死守命令850）

作者：藤浪 智之，2015年12月9日發售，ISBN 978-4-06-377335-4
- 《進擊的巨人遊戲書 將女巨人捕捉起來！》（進撃の巨人ゲームブック 女型巨人を捕獲せよ！）

作者：藤浪 智之，2016年8月9日發售，ISBN 978-4-06-393003-0
- 《進擊的巨人 公式著色本》（進撃の巨人 公式ぬりえブック ATTACK ON TITAN COLORING BOOK）

編者：講談社、諫山創
| 冊數 | 講談社        | 講談社                 | 東立出版社   | 東立出版社             |
| 冊數 | 發售日期      | ISBN                   | 發售日期     | ISBN                   |
| ---- | ------------- | ---------------------- | ------------ | ---------------------- |
| 全   | 2016年4月15日 | ISBN 978-4-06-219993-3 | 2017年1月9日 | ISBN 978-986-470-939-7 |

- 《進擊的巨人 特撰！一格大喜利書》（進撃の巨人 特撰！ひとコマ大喜利ブック）

編者：週刊少年Magazine編集部、諫山創，2018年8月9日發售，ISBN 978-4-06-512330-0

## 衍生作品
進擊的巨人 Before the fall
進擊！巨人中學校
短劇的巨人
進擊的巨人 無悔的選擇
進擊的巨人 隔絕都市的女王
進擊的巨人 LOST GIRLS
- 原作：諫山創／著：紅玉伊月

日語翻譯及再編自美國瑞秋·亞倫原作同人小說《Garrison Girl: An Attack on Titan Novel》
| 卷數   | 講談社       | 講談社                 |
| 卷數   | 發售日期     | ISBN                   |
| ------ | ------------ | ---------------------- |
| 上     | 2019年4月9日 | ISBN 978-4-06-515347-5 |
| 下     | 2019年4月9日 | ISBN 978-4-06-515348-2 |
| 愛藏版 | 2019年4月7日 | ISBN 978-4-06-515346-8 |

## 電子遊戲

### 手機遊戲
進擊的巨人
和原作同名稱的社交遊戲（Social Network Games），2012年4月2日由科樂美數位娛樂經梦宝谷開放給功能型手機用戶使用，是為重現漫畫內容的卡片遊戲。同年12月停運。
進擊的巨人 -反擊之翼-
2013年4月26日strategyandopatonazu提供GREE配信中的社交遊戲。同年7月5日找來搞笑藝人團體Ungirls的田中卓志擔任電視廣告旁白。
另外網頁版《進擊的巨人-反擊之翼- Online》於2013年12月24日上線。2015年5月28日營運終止。
進擊的巨人 -自由的咆哮-
2014年2月7日在iOS、Android平台開始營運，電視廣告由和田アキ子為旁白，、2016年7月29日關閉伺服器。
進擊的巨人 Chain Puzzle Fever
2017年為コプロ營運的益智游戏。於2017年8月3日在Android、8月15日在iOS正式上線，2019年9月25日關閉伺服器。
進擊的巨人 TACTICS
2019年4月18日於iOS、Android平台發布，由面白法人KAYAC與DeNA共同製作的戰略角色扮演遊戲。簡稱為「ゲキタク」。2020年8月31日結束營運。

### 單機遊戲
進擊的巨人〜人類最後之翼〜
系列首款主機遊戲，平台為任天堂3DS，2013年12月5日推出。2014年12月4日推出強化版「進擊的巨人〜人類最後之翼〜 CHAIN」，平台和前作相同。
進擊的巨人
和原作同名稱，在PC/PS4/PS3/Xbox One/PSV推出平台遊戲，2016年發售。
進擊的巨人 逃出絕境
平台為任天堂3DS，2017年5月11日發售，以第57次壁外調查前為故事背景。
進擊的巨人2〜未來的坐標〜
平台為任天堂3DS，2017年11月30日發售，為人類最後之翼的續作。
進擊的巨人2
為2016年發售的遊戲《進擊的巨人》的续作，2018年3月15日在PC/PS4/Xbox One/任天堂Switch推出。

## 電視動畫
改編動畫於2013年4月6日首播，第一季至第三季由WIT STUDIO製作，第四季兼完結上下篇改由MAPPA製作。至2023年11月5日完結共播出四季。

## 電影

### 動畫電影
以電視動畫為基礎的總集篇，並改編部分影像及配樂方式上映。
劇場版『進擊的巨人』 前篇～紅蓮的弓矢～
電視動畫第1話－第13話總集篇。日本於2014年11月22日上映；香港於2015年2月26日上映；臺灣於2015年2月27日上映。
劇場版『進擊的巨人』 后篇～自由之翼～
電視動畫第14話－第25話總集篇。日本於2015年6月27日上映；香港於2015年8月27日上映；臺灣於2015年8月28日上映。
劇場版『進擊的巨人』Season2～覺醒的咆哮～
電視動畫第26話－第37話總集篇。日本於2018年1月13日上映；臺灣於2018年3月9日上映；香港於2018年5月17日上映。
劇場版『進擊的巨人』～編年史～
電視動畫第1話－第59話總集篇。日本於2020年7月17日上映。
劇場版『進擊的巨人』完結篇 THE LAST ATTACK
電視動畫完結篇（前、後篇）總集篇。日本於2024年11月8日上映。

### 真人電影
2011年10月13日，正式確定拍攝真人電影版，並預定於2013年秋天公開上映。兩個月後的12月8日，東寶宣布此片由《下妻物語》、的導演中島哲也執導，以及川村元氣和石田雄治兩位製作人擔任製作，此為東寶和諫山創反覆討論所得出來的結果。但2012年12月13日，中島哲也宣布退出導演一職，電影延期。2013年12月，確定由《日本沉沒》的導演樋口真嗣執導，預定2014年夏天開鏡、2015年上映，前後篇兩部預定。諫山創提供此片的劇本及登場人物的相關意見。
2014年5月至8月於日本長崎的端島（俗稱：軍艦島）、熊本、茨城、TOHO STUDIOS等地方拍攝。
2015年8月「前篇」上映後，首週票房即達6億日圓，超越同期上映的《HERO》電影版，兩天觀影人次達46萬7000人。

## 電視劇
2015年4月2日公布由石原聰美主演的dTV電視劇《進擊的巨人 反擊的狼煙》，全3集，於4月22日正式發表，8月開始放映。

### 製作與演出人員
- 原作：諫山創「進撃の巨人」（別冊少年Magazine連載／講談社）
- 總導演：樋口真嗣
- 導演：足立公良（第1集），尾上克郎（第2集），西村喜廣（第3集）
- 劇本：渡辺雄介
- 演出：石原聰美、櫻庭奈奈美、渡部秀、武田梨奈、神尾佑、水崎綾女、平岡祐太

### 主題曲

作詞、作曲：町屋，唱：和樂器樂團

## 评价
作爲在日本國内外最著名的動漫作品之一，《進擊的巨人》曾罕見地獲得了日本政府的官方評價。在2021年4月漫畫最終回發售后，日本内閣官房長官加藤勝信被記者問及有關感想時表示「《進擊的巨人》是在全世界屢破紀錄的大人氣作品」，並同時表示「以《進擊的巨人》爲代表的日本動漫是我國值得驕傲的文化」、「政府今後也會繼續在知財等方面對動漫產業加强支援」。
《進擊的巨人》贏得了2011年的講談社漫畫賞少年部門，被提名第四屆漫畫大獎、第十六屆及第十八屆手塚治虫文化獎。2011年全國書店店員推薦漫畫排行第一。在《這本漫畫真厲害！》調查裡，《進擊的巨人》被選為2011年第1佳、2012年第8佳、2013第14佳、2014第6佳的男性向漫畫作品。在2015年讀賣新聞社主辦的SUGOI JAPAN Award「最想向海外介紹的日本流行文化」大獎中，《進擊的巨人》列為熱門漫畫部門的第一名。單是在2013年裡，《進擊的巨人》漫畫銷售量就達1593萬3801冊。依據Oricon公信榜，至2014年4月為止，《進擊的巨人》已賣出三千萬冊。在2014年上半年，它擊敗了盤踞在榜首長達五年之久的、成為該期間最受歡迎的作品。諫山對此感到驚訝並感謝讀者愛戴。
至年底結算時，它是該年度第二暢銷的漫畫，共賣出1172萬8368冊。而在2015年的單年銷售量為877萬8048冊，排行第三名。在2016年的銷售量時654萬4081冊。2012年時，《進擊的巨人》讓過去十八年來在銷售收入持續下滑的漫畫出版商講談社的年度銷售收入獲得增長。而它的動畫也被認為推動了漫畫的銷量，每日新聞更將之譽為「十年一遇」。
許多評論認為《進擊的巨人》反映了「當今社會中青年人所感受到的絕望」。作家山脇稱之為「以即將成年的男女們為中心所進行的故事」，每集都會有一些新的謎團。漫畫評論家吳智英表示正是這些奧秘擴大了讀者的期待。某些評論家認為漫畫的畫工很粗陋，而諫山也自認自己的畫功是「業餘的」。不過評論家也認為，經過多年連載洗禮後，畫工持續地在改善。而吳智英則認為，如果畫風被「精煉」了，就無法傳達出該作品裡一個關鍵特色：「怪誕」。在作家傑森·湯普森對作品的短評裡，指出角色輕易地獲取「能力提升」的管道導致了劇情的曲折，但結論是這些曲折的情節和末日題材是「十分傑出，不容錯過」。。
動畫在日本取得佳績，九卷BD/DVD的平均銷售量為5萬2067份，截至2016年8月，總銷量達46萬8603張。它不但是2013年日本電視動畫裡銷量中最好的，也是2014年Funimation上播放率最高的動畫。在「Newtype動畫獎」中，《進擊的巨人》動畫贏得了六項殊榮，包括最佳導演、最佳劇本、最佳配樂、最佳主題曲、最佳女性角色和年度總冠軍，此外還贏得2013年神戶動畫獎最佳電視動畫獎；2014年東京動畫獎年度最佳動畫部門電視部門大獎、最佳導演、最佳劇本、最佳音樂獎；2013年時，贏得日本第十九屆數位媒體年度協會大獎的年度數位內容獎；動畫新聞網的 Carl Kimlinger表示，動畫改編的前兩集極其關鍵，他讚揚這個作品「帶來了如同Fee-fi-fo-fum的恐怖」，不過對後續的內容表示「不是很好的表現」。他批判荒木的做法，表示他「明顯企圖使人感到巨人的強大與令人不安感，但只是透過了粗暴而不愉快的方式」。另一方面，動畫新聞網的其它評論員對這部作品表示讚賞，Rebecca Silverman認為「它的視覺效果華麗且令人震撼，表現出哥德小說家安·拉德克利夫描述的，恐怖與恐怖的絕佳組合：一個是物理上的、讓人想要逃離；一個是精神上的，讓你想要知道接下來的發展」。
有些評論對故事的末日題材十分讚揚。Carlo Santos在只看了動畫的第一集後，便認為《進擊的巨人》是死亡與毀滅的傑作，指出它「接近完美無缺」；而動畫新聞網的 Theron Martin的評價是「強而有力的第一集」，同時讚揚其配樂，並將之與互相比較。
漫畫於2021年4月9日完結，大結局的评价好壞參半。也有中國網友翻出谏山创过往的访谈、社交媒体的发言，及对作品设定的分析，主观认为谏山创有蔑视读者，及倾向认同右翼和日本军国主义的观点